# Небефаура
Небефаура — давньоєгипетський фараон з XIV династії.

## Життєпис
Правив тільки у Нижньому Єгипті.
Відповідно до Туринського царського папірусу Небефаура правив 1 рік, 5 місяців і 15 днів.